# پادشاه میچو
پادشاه میچو (به کره‌ای: 미추왕)، (سلطنت: ۲۶۲~۲۸۴ میلادی)؛ سیزدهمین پادشاه شیلا یکی از سه پادشاهی کره بود. او نخستین پادشاه از خاندان کیم بود که بر تخت پادشاهی شیلا نشست.  این خاندان تاج و تخت را در بیشتر تاریخ پسین شیلا در دست داشت. او پسر کیم گودو، ژنرال برجسته شیلا، و از نسل ششم بنیانگذار قبیله، کیم آلجی بود.
در زمان سلطنت میچو، سامگوک ساگی حملات متعددی را از بکجه گزارش می‌کند و هیچ تماسی با سایر ایالت‌های همسایه ذکر نمی‌کند.
آرامگاه میچو امروزه در مرکز گیونگجو نگهداری می‌شود. افسانه های مختلفی مربوط به این گور دخمه‌ای است که به نام «جوکجانگنونگ یا گور اصلی بامبو» شناخته می شود.

## دستاورد
اگرچه سوابق دوران او زیاد نیست، به نظر می‌رسد که او علاقه زیادی به کشاورزی داشت. درسال ۲۶۴ میلادی به دیدار مردم دهقان رفت تا در قحطی شدید آنها را تشویق کند. درسال ۲۶۸ میلادی، مأمور هایی توسط میچو فرستاده شدند تا نگرانی های مردم را بشنوند.
علاوه بر این، او کاملاً دلسوز بود زیرا نیاز به بازسازی قصرها را رد کرد زیرا مردم نباید بیش از حد کار کنند.

## افسانه
این یک افسانه است که روح پادشاه میچو به شیلا کمک کرد و با آرام کردن روح کیم یوشین که سه پادشاهی را متحد کرد از کشور محافظت کرد. در زمان پادشاهی یوری، مردم ایسوگوک (شهرستان چونگدو کنونی) به سورابول حمله کردند و شیلا ناتوان بود. سپس سربازانی که برگهای بامبو در گوش داشتند ظاهر شدند و وضعیت جنگ را برگرداندند. پس از عقب نشینی دشمن، انبوهی از برگ های بامبو در مقابل آرامگاه پادشاه میچو انباشته شد. بنابراین، آرامگاه میچو «جوکهیونگنونگ یا جوگجانگنونگ» به معنای «مقبره ژنرال های بامبو» نامیده می‌شود.

## خانواده
- پدر: کیم گودو
- مادر: ملکه سولریه، از قبیله پارک، دختر ایچیل
- همسر: 
  - ملکه گوانگمیونگ، از قبیله سوک دختر پادشاه چوبون
    - دختر: لیدی بوبان، همسر پادشاه نه‌مول
    - دختر: ملکه آریو، همسر پادشاه شیلسونگ